# Olga Tietz
Olga Tietz (* asi 2001 Kyjev) je ukrajinsko-česká politička, členka SPD.
Narodila se kolem roku 2001 v Kyjevě do rodiny zubařů, od roku 2012 žije v Česku (nejprve žila s rodinou v Žatci). Část její rodiny pochází i z Německa a Alsaska-Lotrinska. Studovala uměleckou střední školu v Praze zaměřenou na reklamní fotografii. O politiku a související témata začala zajímat kolem roku 2017, přičemž nejprve uvažovala o členství v hnutí Trikolora. Již ve svých osmnácti letech nakonec vstoupila do hnutí SPD a stala se i členkou Mladého SPD. V hnutí se na konci roku 2021 stala místopředsedkyní jeho místní organizace v Praze.
K roku 2025 studovala mezinárodní vztahy. V červnu 2025 získala bakalářský titul na University College Prague se svou diplomovou prací s titulem Masová migrace do Evropské unie po roce 2021. V roce 2025 působila jako stážistka v Evropském parlamentu, působila i jako asistentka europoslance SPD Ivana Davida. Zastává konzervativní a euroskeptické názory. Jejím vzorem je europoslanec za AfD Petr Bystroň, je podporovatelkou Donalda Trumpa.
Ve volbách do Poslanecké sněmovny Parlamentu České republiky 2025 kandiduje na šestém místě kandidátní listiny hnutí v Praze.